# Келдримяэ
Ке́лдримяэ, также Ке́льдримяэ (эст. Keldrimäe — «Подвальная гора») — микрорайон в районе Кесклинн города Таллина, столицы Эстонии. 

## География

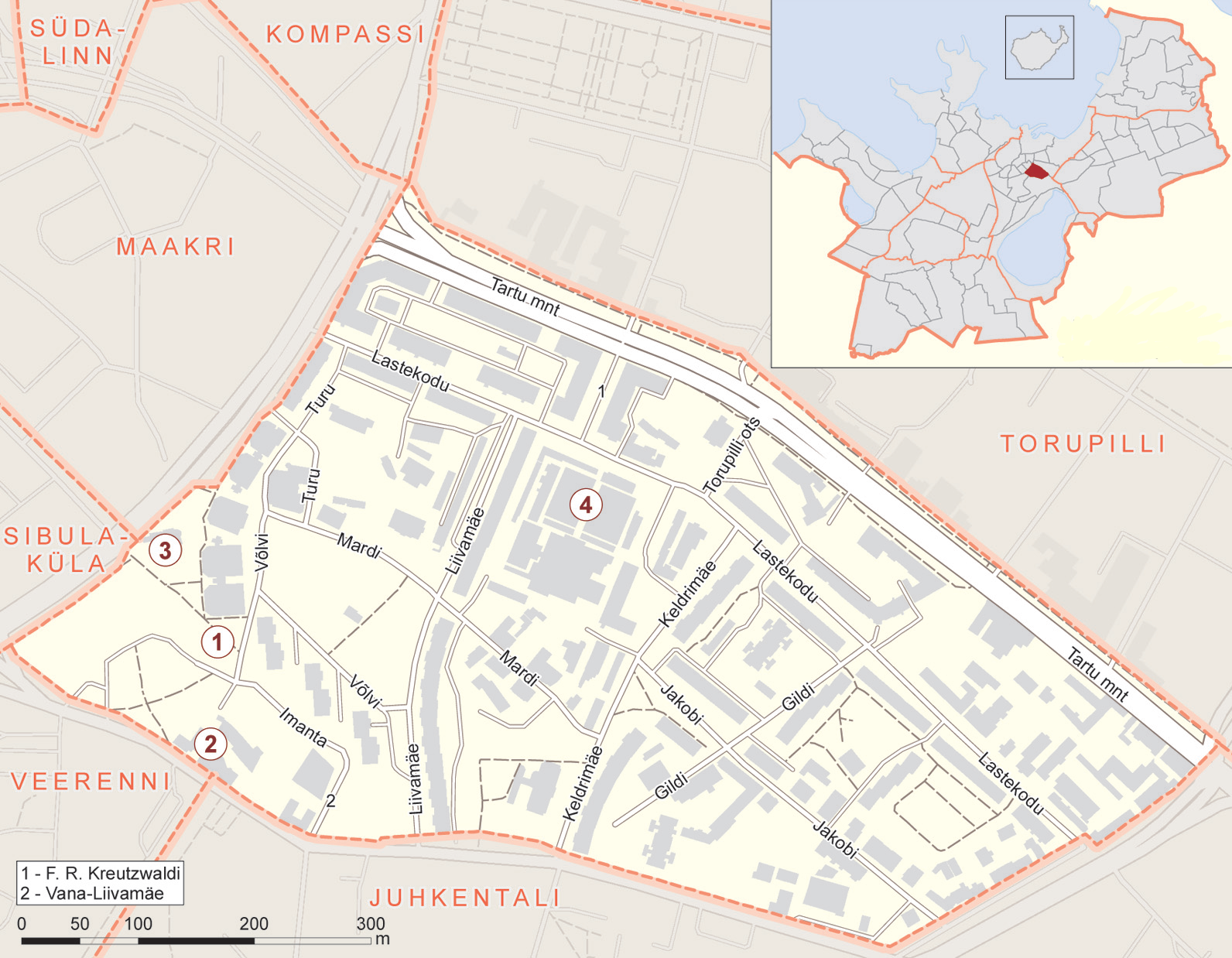
Карта микрорайона Келдримяэ

Расположен в центральной части Таллина. Граничит с микрорайонами Торупилли, Юхкентали, Веэренни, Сибулакюла и Маакри. Площадь — 0,35 км². Плотность населения на 1 января 2023 года — 16031,4 чел/км².

## Улицы
По территории микрорайона пролегают улицы Вана-Келдримяэ, Вана-Лийвамяэ, Вески, Выльви, Гилди, Иманта, Келдримяэ, Ф. Р. Крейцвальда, Ластекоду, Лийвалайа, Лийвамяэ, Марди, Одра, Тартуское шоссе, Торупилли-отс, Туру, Юхкентали, Якоби.

## Население
| Численность населения микрорайона Келдримяэ на 1 января по данным Регистра народонаселения | Численность населения микрорайона Келдримяэ на 1 января по данным Регистра народонаселения | Численность населения микрорайона Келдримяэ на 1 января по данным Регистра народонаселения | Численность населения микрорайона Келдримяэ на 1 января по данным Регистра народонаселения | Численность населения микрорайона Келдримяэ на 1 января по данным Регистра народонаселения | Численность населения микрорайона Келдримяэ на 1 января по данным Регистра народонаселения | Численность населения микрорайона Келдримяэ на 1 января по данным Регистра народонаселения | Численность населения микрорайона Келдримяэ на 1 января по данным Регистра народонаселения |
| 2008                                                                                       | 2010                                                                                       | 2011                                                                                       | 2012                                                                                       | 2013                                                                                       | 2014                                                                                       | 2015                                                                                       | 2016                                                                                       |
| ------------------------------------------------------------------------------------------ | ------------------------------------------------------------------------------------------ | ------------------------------------------------------------------------------------------ | ------------------------------------------------------------------------------------------ | ------------------------------------------------------------------------------------------ | ------------------------------------------------------------------------------------------ | ------------------------------------------------------------------------------------------ | ------------------------------------------------------------------------------------------ |
| 4460                                                                                       | ↘4445                                                                                      | ↘4434                                                                                      | ↗4498                                                                                      | ↗4562                                                                                      | ↗4747                                                                                      | ↗4926                                                                                      | ↗5037                                                                                      |
| 2017                                                                                       | 2018                                                                                       | 2019                                                                                       | 2020                                                                                       | 2021                                                                                       | 2022                                                                                       | 2023                                                                                       |                                                                                            |
| ↗5268                                                                                      | ↗5562                                                                                      | ↘5482                                                                                      | ↗5595                                                                                      | ↘5593                                                                                      | ↘5514                                                                                      | ↗5611                                                                                      |                                                                                            |

## История
История заселения района Келдримяэ уходит в далёкое прошлое. В 1979 году здесь была обнаружена печь возрастом около 2300 лет. В средние века в этом районе было довольно крупное поселение. Самые старые записи об этом пригороде относятся к 1536 году, когда он упоминался как Blecke. Позже этот район назывался Блеэксберг (эст. Bleeksberg) и Блейхберг (нем. Bleichberg), затем Плеэкмяэ (эст. Pleekmäe).
Поселение Плеэкмяэ, вероятно, получило своё потому, что местные ткачи отбеливали поблизости свои холсты (эст. pleegitama — «отбеливать»). Центр этого поселения располагался на склонах существовавшей тогда реки Хярьяпеа, между современными улицами Юхкентали и Иманта.
Уже в XIII веке над современной улицей Юхкентали стояла водяная мельница Тийгивески. Первоначально она принадлежала монастырю Святого Михаила, но в 1354 году её купил Ревельский магистрат. Позже мельница была продана кожевенным заводам, которые открыли там мастерскую по производству изделий из замши и белой кожи. Мельница снова стала собственностью Ревельской ратуши в 1828 году, и до 1843 года здесь работала бумажная фабрика, а до 1886 года — мукомольня.

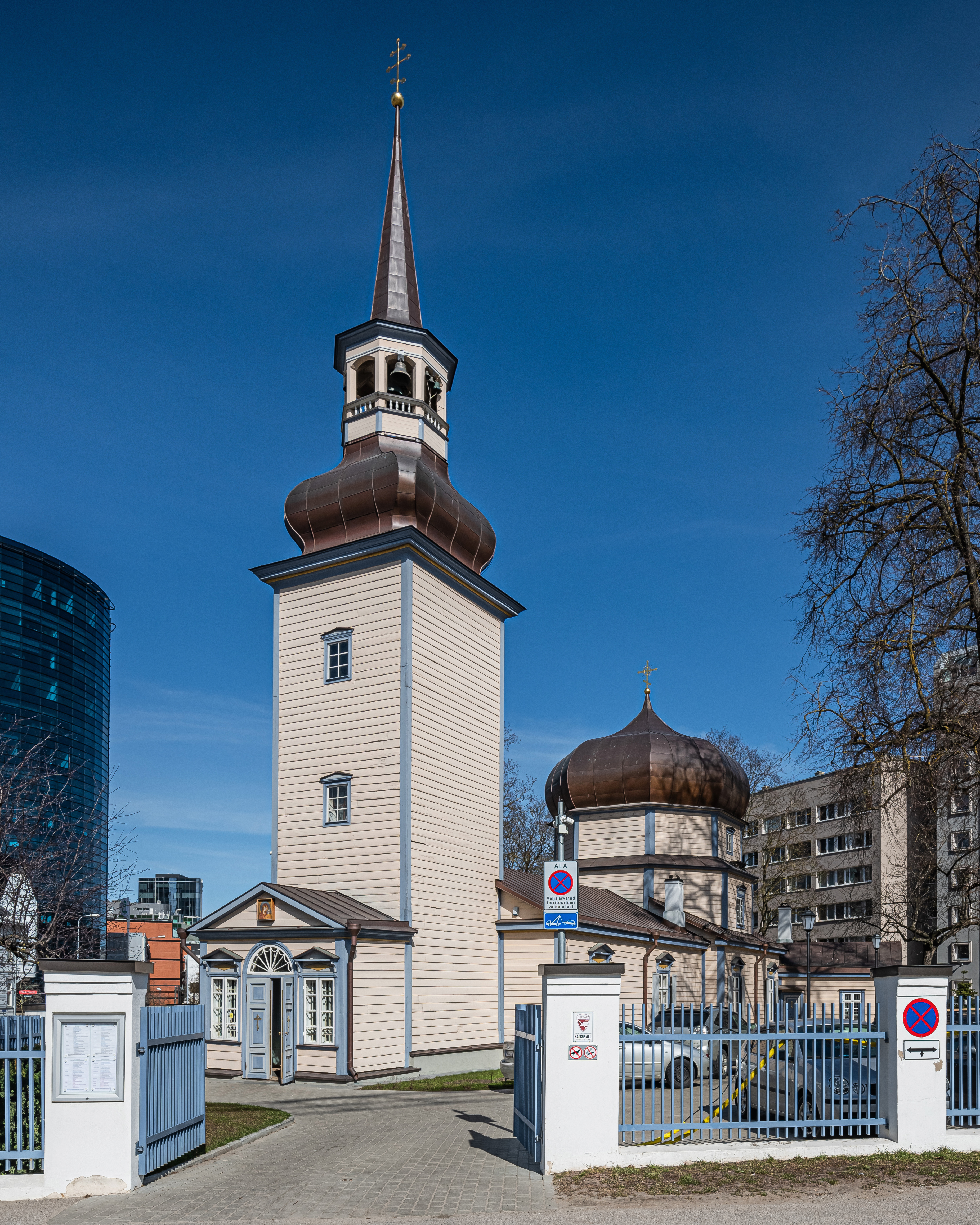
Таллинская церковь Рождества Богородицы (Казанская церковь)

Церковь Рождества Пресвятой Богородицы (Казанская) была заложена для русских военных в 1721 году (по другим сведениям в 1749 году). До 1960-х годов у Казанской церкви находилась Казанская площадь, а рядом с ней располагалось несколько домов, в одном из которых в 1929 году родился Алексей Ридигер (впоследствии Патриарх Московский и всея Руси Алексий II).
К началу Второй мировой войны Келдримяэ был застроен одно-двухэтажными доходными домами. После войны между деревянными домами возвели четырёх- и пятиэтажные каменные дома. В 1970-е годы Келдримяэ стал застраиваться крупнопанельными жилыми домами по типовому проекту. Первый такой дом в микрорайоне был построен в 1973 году.
В 1949 году на месте разрушенных во врем войны жилых кварталов в Келдримяэ был основан Таллинский центральный рынок, который работает до сих пор. В 2023 году горуправа Таллина приняла детальную планировку квартала Центрального рынка. К этому времени был уже готов предварительный архитектурный проект его здания — это будет четырёхэтажное строение из бетона и стекла с большим числом открытых пространств. Парковка и склады будут перенесены под землю, а на поверхности будут созданые зелёные зоны и дорожки для самокатов.
В 1957 году на углу Тартуского шоссе и улицы Лийвалайа был построен один из жилых домов, принадлежавших заводу «Двигатель» — яркий образец сталинской архитектуры в Таллине.
Летом 2024 года на улице Ластекоду  начались масштабные работы по реконструкции, в результате которых будет создано современное городское пространство с разделёнными путями движения, построены новые пешеходные и велосипедные дорожки, установлено новое освещение и высажены новые деревья и кустарники.

## Учреждения и предприятия
- Keldrimäe tn 9 — Центральный рынок;
- Liivalaia tn 38 — храм Рождества Пресвятой Богородицы (Казанская церковь);
- Juhkentali tn 25 — детский сад Лийвамяэ (эст. Liivamäe Lasteaed)[15];
- Juhkentali tn 35 — магазин торговой сети «Rimi»[16].

## Галерея

Микрорайон Келдримяэ
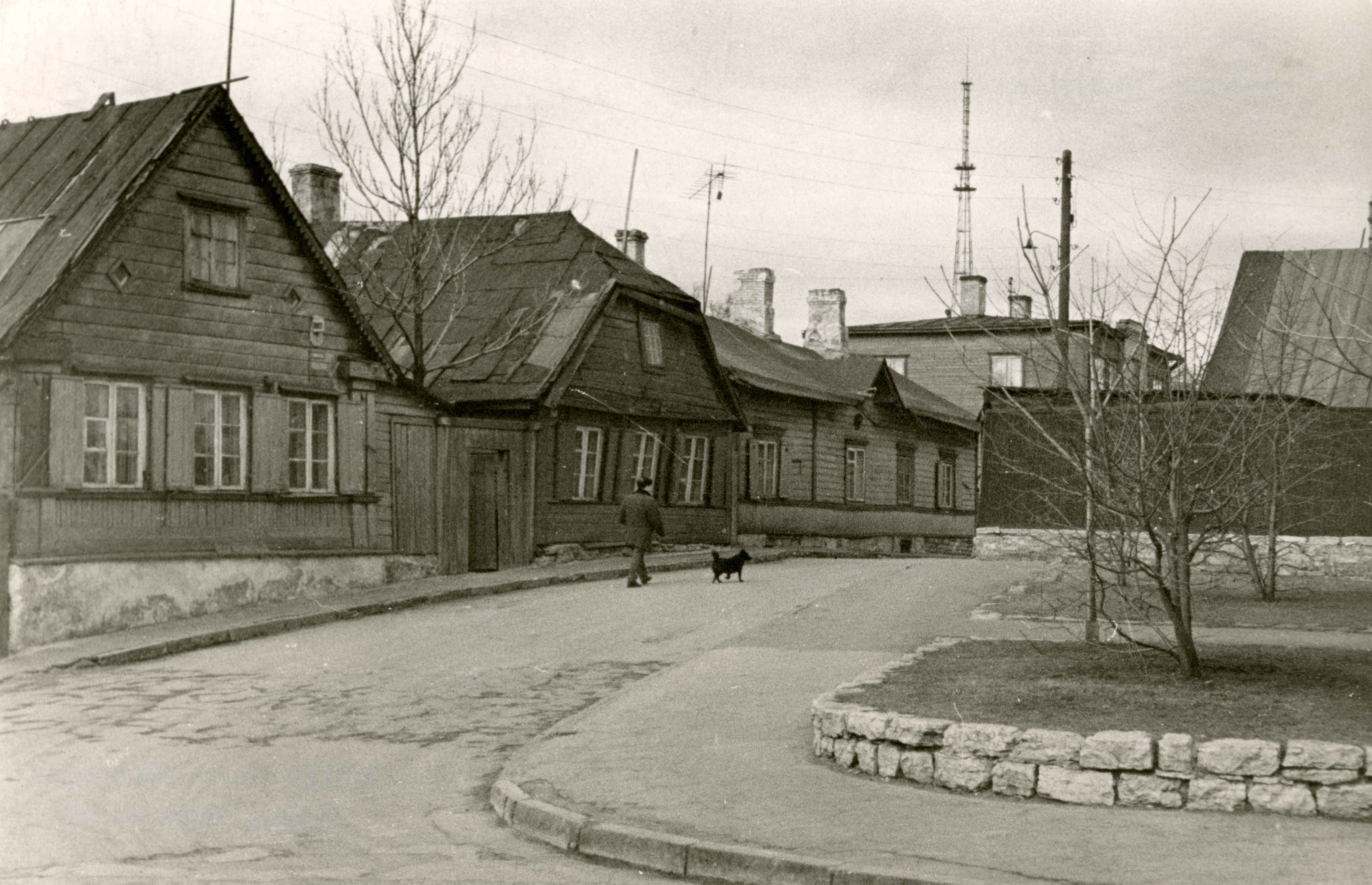
Улица Лийвамяэ, 1968 год
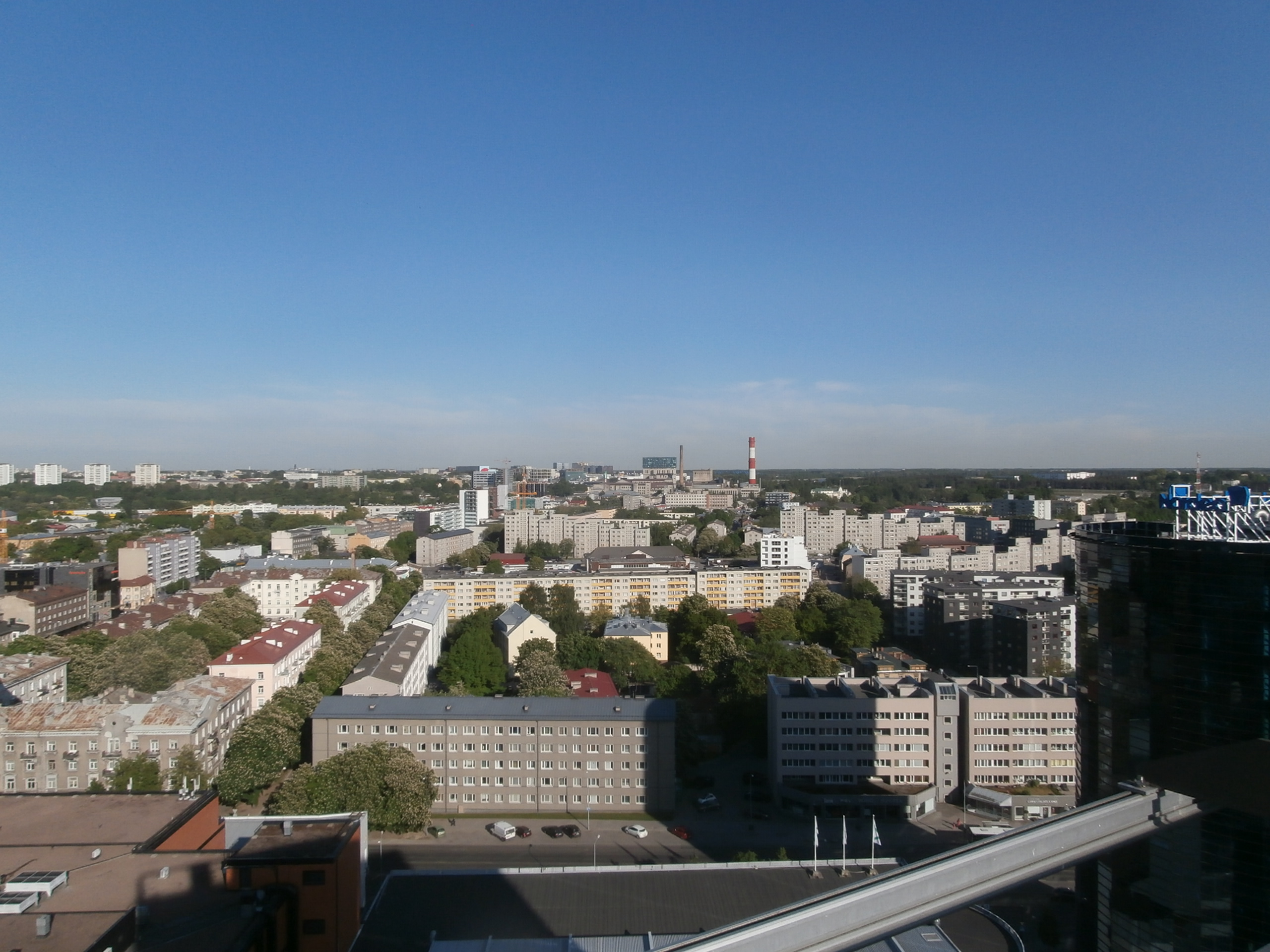
Вид на микрорайон из парковки универмага «Stockmann»
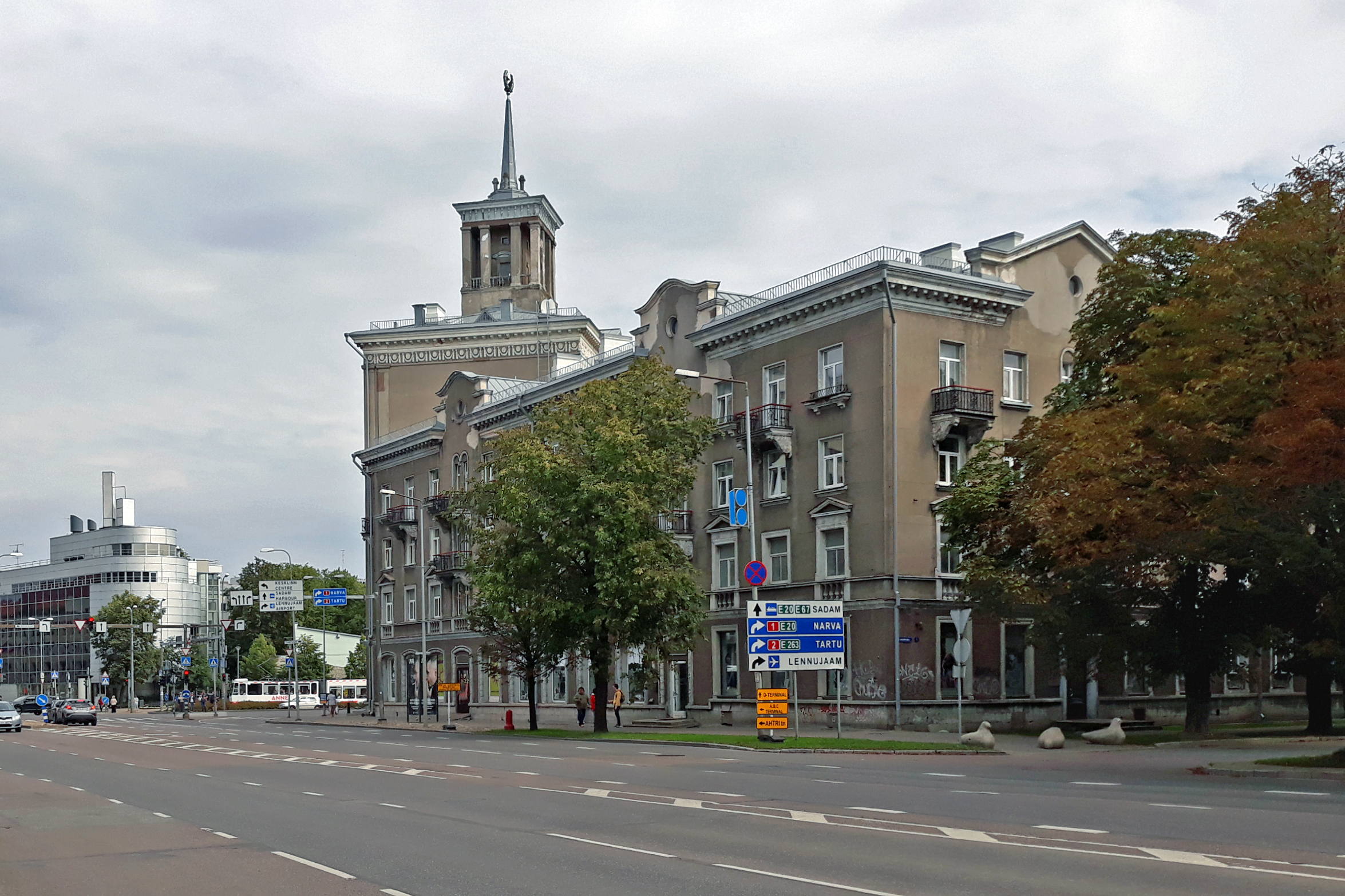
Перекрёсток улицы Лийвалайа и Тартуского шоссе (историческое здание — жилой дом завода «Двигатель»)
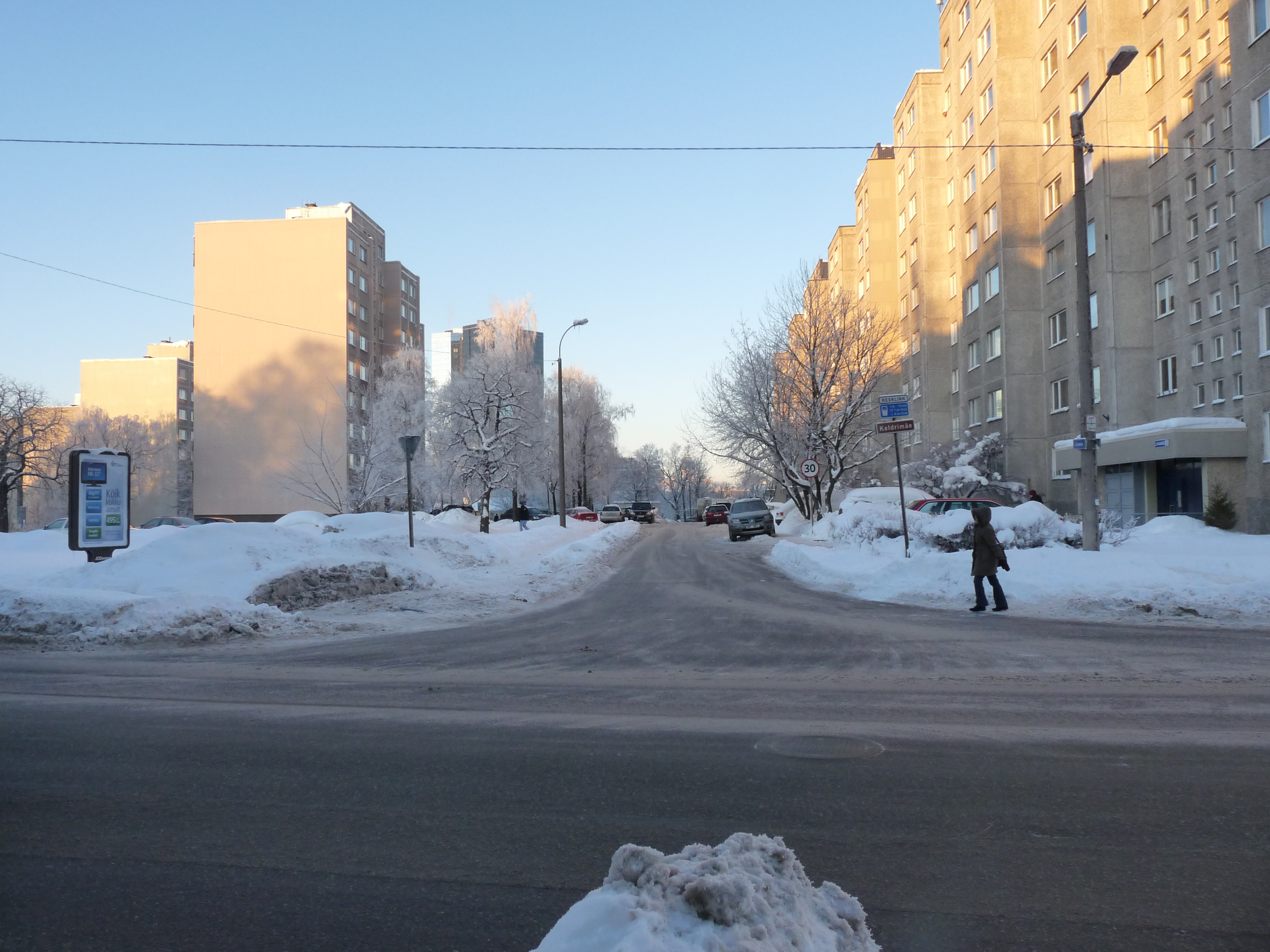
В Келдримяэ зимой